# Serangan (Bonang)
Serangan is een bestuurslaag in het regentschap Demak van de provincie Midden-Java, Indonesië. Serangan telt 3868 inwoners (volkstelling 2010).